# Calendarul budist
Calendarul budist este folosit în partea sud-estică a Asiei în țări precum Thailanda, Cambodgia, Laos, Birmania și Sri Lanka. Alte forme ale calendarului budist sunt bazate pe versiunea Surya Siddhanta (însă forma originală și medievală este bazată și pe diversul calendar hinduist).